# El bosque animado
El bosque animado es una novela del escritor español Wenceslao Fernández Flórez publicada en 1943, en la que se muestra la vida de todas las criaturas que forman la fraga de Cecebre a lo largo de 16 "estancias" o capítulos. Cada estancia equivale a un cuento autónomo, aunque relacionados todos entre sí por el bosque gallego en el que transcurren las peripecias de sus personajes, habitantes todos ellos de la fraga, y que aparecen en más de una estancia. La fraga misma es la vida que prevalece sobre la muerte, pues como Fernández Flórez deja escrito en el último párrafo: 

"vino la Muerte y pasó su esponja por toda la extensión de la fraga y desaparecieron estos seres y las historias de estos seres (...) con sus luchas y sus amores, con sus tristezas y sus alegrías, que cada cual cree inéditas y como creadas para él, pero que son siempre las mismas, porque la vida nació de un solo grito del Señor y cada vez que se repite no es una nueva Voz la que la ordena, sino el eco que va y vuelve desde el infinito al infinito".

El hilo narrativo se desarrolla en primera persona desde el punto de vista de un narrador omnisciente que no pertenece al universo presentado, universo regido por cierto animismo en el que animales y plantas son poseedoras de un alma y pensamiento antropomórfico. De esta forma, el recurso a la prosopopeya, o la atribución de cualidades propias del hombre a los seres irracionales.

## Las estancias
- I La fraga de Cecebre. Se describe la fraga, un lugar que "es toda vida: una legua, dos leguas de vida entretejida, cardada, sin agujeros, como una manta fuerte y nueva, de tanto espesor como el que puede medirse desde lo hondo de la guarida del raposo hasta la punta del pino más alto", en la que los árboles de diversas especies formas y edades tienen protagonismo, luchando y relacionándose entre ellos, y entablando conversaciones como si de seres humanos se tratara.

- II Geraldo y Hermelinda. Se narra la relación entre Geraldo, un humilde labrador al que le falta una pierna por un accidente cuando era grumete en un barco ballenero, y Hermelinda, una criada de la que está platónicamente enamorado.

- III El alma en pena de Fiz de Cotovelo. Xan de Malvís es un labrador que ha decidido hacerse bandido, haciendo de la fraga su hogar y campo para sus fechorías. Ahí conoce a Fiz de Cotovelos, un fantasma que suspira por no haber cumplido en vida sus dos sueños: ir a San Andrés de Teixido, y a América. Aunque los dos personajes terminan por trabar amistad, Xan (apodado Fendetestas) está desesperado, pues la presencia del espectro en la fraga ahuyenta a los caminantes, llevando a la ruina el negocio del bandido. La aparición de la Santa Compaña supondrá la solución que contente tanto a Fiz como a Fendetestas.

- IV El peregrino enamorado. Cuenta la historia del topo Furacroyos en busca de su querida esposa, de "hermosa piel, más leve que los vilanos del cardo" desaparecida mientras trabajaba en la galería. Con la ayuda de los ratones, Furacroyos llegará al interior del pazo para descubrir el trágico fin de su amada.

- V Las mujeres perdidas en el bosque. Amelia y Gloria Roade son dos hermanas que viven en la ciudad y alquilan una casa en la fraga para pasar el verano, siguiendo la recomendación facultativa para curar los catarros que aquejan a la mayor. A pesar del regocijo causado por el descubrimiento de cosas hasta entonces desconocidas por ellas, se creen encontrar en un entorno hostil y amenazador, que se desata durante la noche haciendo a las hermanas presa del terror.

- VI El clan de los gatos. El gato Morriña, aburrido de la comodidad del pazo donde vive, se fuga para encontrarse con una hermandad de gatos que reniegan de su domesticidad y se proclaman bestias salvajes y cazadoras, y para demostrar su naturaleza, planean un golpe sorprendente.

- VII El libro de San Ciprián. La viuda Marica da Fame acompaña a una forastera a que la bruja Moucha le de un remedio para terminar con la inexplicable muerte de sus animales. Moucha lee sus conjuros en el "Libro de San Ciprián", reputado por libro de brujería, cuando en realidad no es otra cosa que un libro escrito en latín de los comentarios de Julio César de la Guerra de las Galias- La forastera marcha satisfecha, y Marica pide un poco de pan como "comisión" por sus servicios, dándose cuenta en ese momento que "¡Ya soy como una pobriña, Dios mío; como una pobriña! ¡Ya voy pidiendo pan por las casas…!"

- VIII Los trabajos de Pilara. Al volver Pilara de vender la leche de Juanita Arruallo, pierde un duro. Juanita obliga a Pilara a "desandar el camino, buscándolo cuidadosamente. Pero antes tenía que dar de comer al ganado, preparar la olla del caldo, extender tojo cortado sobre la era, que se estaba convirtiendo en un barrizal, y limpiar el horno..." Sin embargo, es Fendetestas quien encuentra el duro antes que Pilara.

- IX  El pueblo pardo. Las moscas se reúnen para felicitarse: su falta de inteligencia y su capacidad para encontrar alimento en cualquier sitio hacen de ellas la auténtica raza superior sobre todos los demás seres vivos. A pesar de eso, todas las demás criaturas las desprecian y odian, por lo que se juramentan para hacer la vida imposible a todos los hombres por medio de ataques suicidas.

- X Primavera en el pazo. Mientras Vos el loco visita a la señora del pazo, Javier, el adolescente hijo de señora D'Abondo, intenta estudiar. Pero la visión de su prima dormida en la cama le turba, y en su mente empiezan a experimentar el despertar al amor y la sexualidad, excitado por la leyenda de don Pedro y la bella Gudelia.

- XI Luna clara. Cuando cae la noche, muchas criaturas de la fraga callan, y otras hablan. Moucha, la meiga está muy enferma, y Marica da Fame va a su casa con la pretensión de que la vieja la enseñe y la "deje de meiga" antes de morir.

- XII Nocturnidad. Fendetestas aprovecha una noche en la que el cura no está en el hogar, para cumplir una de sus mayores ambiciones: robar su casa. Pero cuando llega, encuentra a los criados del cura intentando ayudar torpemente a una vaca parturienta. El bandido se olvida de su propósito, para ayudar a la vaca, que finalmente pare un ternero.

- XIII La lucecita pálida. Se cuenta cómo llegó la luciérnaga a ser capaz de lucir durante la noche, para compensar la poca gracia con que la Naturaleza la había dotado. Sin embargo, esa luz tiene también terribles consecuencias.

- XIV El descanso. Pilarica se retrasa más de lo debido en el tren lechero para que la paguen. Finalmente salta en marcha del tren, en el que ya no volverá a subir.

- XV Un insecto sobre el agua. Las truchas tienen un espíritu deportista que las impulsa a intentar coger el cebo sin ensartarse en el anzuelo, para desesperación de los pescadores. Sin embargo, el señor del pazo ha encontrado un nuevo cebo que pondrá en apuros a estas criaturas del río.

- XVI El subterráneo maravilloso. Mientras Geraldo cava un pozo, un derrumbe descubre a sus ojos un maravilloso subterráneo en el que verá por fin sus amores correspondidos, lo que le hará dichoso como nunca antes fue: "He pensado tanto, tanto, y nunca llegué a saber que fuese tan dichoso un cariño".

## Crítica
Es una de las novelas más celebradas de Fernández Flórez, publicada cuando ya era un autor muy reconocido y leído, aunque en esta se observa una sustancial diferencia entre las anteriores, al quedar el humor y la ironía supeditadas al lirismo y naturalismo de El Bosque. Si bien una importante parte de la crítica considera a esta obra poco sustancial, y aún se la relega en muchas ocasiones a la categoría de "literatura juvenil", no falta quien la considere como una excelente muestra de sensibilidad y lirismo, cargada de un fuerte simbolismo naturalista, o la "expresión conmovida de un entrañable amor a la naturaleza".. En la adaptación al cine que guionizó Rafael Azcona y dirigió José Luis Cuerda se conserva la atmósfera lírica y mágica de la voz narrativa de Fernández Flórez adaptada con gran sensibilidad a la época contemporánea, lo que supone eliminar, en la película, los elementos tendenciosos propios de la escritura política del autor y unificar el argumento en torno a los personajes humanos, prescindiendo de las fábulas animales.
Con esta cuidada novela Fernández Flórez buscaba estar literariamente a la altura de su designación como miembro de la Real Academia Española, huyendo del encasillamiento en la "literatura de humor". 
Desde la fecha de su primera edición original en español, en 1943, hasta 2010, El bosque animado ha tenido 114 ediciones (dos en gallego y una en esperanto), lo que confirma la favorable acogida de los lectores de esta obra.

## Adaptaciones
El cortometraje Fendetestas, dirigido en 1975 por Antonio F. Simón, con guion del mismo director y de Miguel Gato, y basado en el relato de Fernández Flórez obtuvo el premio del jurado y la crítica en el IV Certamen Internacional de Films Cortos Ciudad de Huesca de 1976.
Ya en formato largometraje se han realizado dos adaptaciones cinematográficas de la novela: El bosque animado dirigida por José Luis Cuerda en 1987, galardonada con cinco premios Goya, y posteriormente El bosque animado, sentirás su magia en 2001, película de animación 3D preseleccionada para competir por el Premio Óscar a la mejor película de animación y galardonada con el premio Goya en la categoría mejor canción original.